# Red Hand Commandos
Els Red Hand Commandos ( RHC, en català Comandos de la mà roja) són un grup paramilitar lleialista nord-irlandès fundat el 1972. Propers a l'Ulster Volunteer Force, participen en el Combined Loyalist Military Command en els anys 1990. S'hauria reconstituït en Loyalist Retaliation and Defence Group. L'organització es troba a la llista d'organitzacions considerades com a terroristes per part del Regne Unit.